# Academisch ziekenhuis Kuopio
Academisch ziekenhuis Kuopio (Fins: Kuopion yliopistollinen sairaala (KYS)) is een universitair ziekenhuis in Kuopio in Finland.